# 心形湖
心形湖是一个位于中国西藏自治区日土县的湖泊，面积约为33平方千米。